# Râul Kalmius
Kalmius sau Kalîmius (în ucraineană Кальміус, transliterat: Kalmius, în rusă Кальмиус, transliterat: Kalmius) este un râu care curge prin Regiunea Donețk din Ucraina.
Este unul din cele două râuri care curg prin orașul Mariupol, celălalt fiind afluentul său, râul Kalka.

## Caracteristici fizice
Râul Kalmius se află în vestul Câmpiei Mării Negre. Izvorul său este situat în sudul orașului Iasînuvata. Râul curge pe teritoriul Ucrainei prin Raionul Iasînuvata, Raionul Starobeșeve, Raionul Telmanove și Raionul Novoazovsk din regiunea Donețk. Se varsă în Marea Azov, în orașul Mariupol, în apropierea Combinatului Metalurgic Azovstal de fabricare a oțelului (în ucraineană Mеталургійний Kомбінат Азовсталь). 
Lungimea cursului de apă este de 209 km, adâncimea medie este de 2 m, bazinul hidrografic este de 5070 km².
Râul izvorăște de lângă orașul Iasînuvata și trece prin orașele Donețk, Kalmiuske, Sartana și Mariupol.

## Istorie
Kalmius a fost numele unei tabere de cazaci din secolul al XVI-lea aflată în locul unde orașul Mariupol a fost fondat mai târziu.
Drumul Kalmius a fost un traseu folosit în raidurile tătarilor, o ramură a drumului Muravski⁠(d) (Муравский шлях) de atac și de comerț al tătarilor din Crimeea în timpul războaielor din secolele XVI și XVII din Marele Ducat al Moscovei.
După o ofensivă a forțelor separatiste din Republica Populară Donețk în august 2014, în timpul conflictului armat din Donbass, în sudul Donețkului, râul a devenit granița dintre teritoriul controlat de Republica Populară Donetsk, pe malul estic al râului, și teritoriul controlat de Guvernul Ucrainei, pe malul vestic al râului. O forță armată a Republicii Populare Donețk a fost denumită Brigada (sau Batalionul) Kalmius.